# Sân bay quốc tế Quetzalcóatl
Sân bay quốc tế Quetzalcoátl (IPA: [ketsalˈkoː.aːtɬ]) (IATA: NLD, ICAO: MMNL) là một sân bay ở Nuevo Laredo, Tamaulipas, México. Sân bay này nằm gần biên giới Hoa Kỳ-Mexico, đối diện Laredo, Texas. Sân bay này được vận hành bởi Aeropuertos y Servicios Auxiliares, một công ty quốc doanh thuộc chính phủ liên bang Mê-hi-cô.
Sân bay quốc tế Quetzalcoátl được đặt tên theo Quetzalcoatl ở vùng Aztec.

## Các hãng hàng không
- Mexicana
  - Click Mexicana (Mexico City)

## Chuyến bay
| Chuyến bay # | Tần suất  | Thời gian | Xuất phát         | Đến               | Loại      | Thời gian bay |
| ------------ | --------- | --------- | ----------------- | ----------------- | --------- | ------------- |
| 7220         | Hàng ngày | 6:45 sáng | Mexico City MMMX  | Nuevo Laredo MMNL | trực tiếp | 1tiếng 35phút |
| 7221         | Hàng ngày | 8:45 sáng | Nuevo Laredo MMNL | Mexico City MMMX  | trực tiếp | 1tiếng 40phút |
| 7222         | Hàng ngày | 5:40 sáng | Mexico City MMMX  | Nuevo Laredo MMNL | trực tiếp | 1tiếng 35phút |
| 7223         | Hàng ngày | 7:40 sáng | Nuevo Laredo MMNL | Mexico City MMMX  | trực tiếp | 1tiếng 40phút |